# Оптин монастырь
Троицкий Рождество-Богородицкий Оптин Монастырь — женский монастырь Орловской епархии Русской православной церкви, расположенный в городе Болхове Орловской области.

## История
Монастырь был основан на высоком округлом холме на восточной окраине Болхова во второй половине XVI века. Название Оптин, как и Козельская Введенская Оптина пустынь, получил, по-видимому, в связи с традицией общежительного монашеского проживания. Существует версия, связанная с мифическим раскаявшимся разбойником по имени Опта, жившем в конце XIV века, который и основал оба монастыря. Также существует предание, что он был основан князьями Хотетовскими, получившими Болхов в удел.
Обитель была окружена крепостной каменной стеной, что наряду с четырьмя башнями-бойницами служило приспособлением для защиты. В 1613 году во время польско-литовского нашествия монастырь был сожжен, о чём сообщают писцовые книги 1620 года, когда началось его восстановление. До сожжения в обители были две деревянные церкви: Рождества Богородицы и Пророка Илии, при этом одну из них по актам называли Монастырь Обжей Рождества Пресвятыя Богородицы. В 1628 году повелением царя Михаила Романова церкви восстановили почти в прежнем виде. Обитель терпела нужду, «имела всего два колокола весом в 1,5 пуда каждый», висевших на столбах возле храмов. Как указывала писцовая книга 1628 года: «да в монастыре келия, а вней живет игумен Серапион да с ним старец Роман, да келия и в ней живут два старца, да пономарь, да нищие».
Обитель получила покровителей в лице царственных представителей Дома Романовых во второй половине XVII века, после того как в 1648 году царь Алексей Михайлович женился на дворянке Марии Ильиничне из небогатого рода Милославских, одна из вотчин которых находилась в селе Ильинское Болховского уезда; и в монастыре издавна хоронили представителей этого рода. Именно здесь и был похоронен в 1668 году отец царицы Илья Данилович Милославский. С этого же года здесь началось каменное строительство — возведение Троицкого собора (продолжавшегося до 1688 года).  
Алексей Михайлович и его преемники цари Фёдор Алексеевич, Иоанн, царевна Софья и Пётр I были щедрыми вкладчиками монастыря. В 1681 году царь Фёдор Алексеевич даже собирался учредить в Болхове новую епархию, что не было осуществлено по причине его смерти. В 1705 году здесь побывал Пётр I с царевичем Алексеем, повелев «ради многонародного жительства города» — «для церковной церемонии и благолепия во время водоосвящения и в крестных хождениях в мужской и девичь монастыри четверекратно быть в монастыре архимандриту». В 1764 году, при учреждении монастырских штатов, обитель была определёна в 3-й класс.
Жертвователями монастыря несколько веков являлись многие знаменитые русские фамилии: Горчаковы, Милославские, Юрасовские, Шеншины, Хотетовские и некоторые другие; здесь же по завещанию они и погребались.
Самым известным настоятелем Троицкого Оптина монастыря XIX века был причисленный к лику святых архимандрит Макарий (Глухарёв), любимый ученик св. Филарета Московского и переводчик ветхозаветных книг, просветитель и миссионер Алтая. Он состоял архимандритом монастыря с 1844 года до своей смерти 18 мая 1847 года и был погребён в склепе Троицкого собора.
В XIX веке монастырь продолжал расширяться. К началу XX века в обители имелось три храма: Св. Живоначальной Троицы с приделами Воскресения Христова и Воскрешения Лазаря, Тихвинской Божией Матери (в русском стиле) с приделами Рождества Богородицы и Алексея Божьего человека (1852—1856; построена на месте разобранной Рождественской церкви), а также Рождества Иоанна Крестителя (Знаменская) с приделами пророка Илии и Антония и Феодосии Печерских и с колокольней (1861—1864).
В XX веке известным настоятелем Троицкого Оптина монастыря (с 1917 по 1921 годы) был подвижник и исповедник архиепископ Даниил (Троицкий). В 1923 году монастырь был закрыт и некоторое время находился в ведении Болховского музея. В 1930-х годах был взорван Тихвинский собор; после войны, во время которой обитель в ходе боёв семь раз переходила из рук в руки, была снесена церковь Св. Иоанна Крестителя. 
Сохранился только Троицкий собор (без колокольни, которая была разобрана ещё в начале XIX века), федеральный памятник искусства и культуры XVII века; часть монастырской стены с башнями и вратами, к которым пристроено здание келий, возведённое в XIX веке. Троицкий собор, «собор старинного вкуса, в византийском стиле», был возведён в подобие Успенского собора Московского Кремля. Сохранилось несколько старинных могильных плит, в частности, надгробие князя Н. И. Горчакова (1725—1811).

## Возрождение
28 сентября 2001 года было принято решение открыть здесь женский монастырь; 17 июля 2002 года по благословению Патриарха Московского и всея Руси Алексия II и архиепископа Орловского и Ливенского Паисия было начато возрождение монастыря; 17 марта 2004 года в день памяти св. князя Даниила Московского состоялось освящение правого придела Троицкого собора в честь Царственных Мучеников; 20 марта 2004 года в Троицком соборе вновь отслужили первую Божественную литургию; 6 апреля 2004 года, во время Страстной Седмицы, центральная глава собора была увенчана 4-метровым ажурным просечным крестом с царской короной; 9 июля 2009 года с торжественным крестным ходом в монастырь была возвращена чудотворная Тихвинская икона Божией Матери. В то же время на месте явления Тихвинской иконы и двух храмов воздвигли Поклонные Кресты.